# Pilota Viu
Pilota Viu va ser un diari digital dedicat a la pilota valenciana: el lloc web es feu públic el Nou d'Octubre del 2014 amb una entrevista a Genovés I. Inicialment s'anomenava Pilota Veu i es trobava vinculat a La Veu del País Valencià.
El seu creador va ser el pilotari professional Ricard Sentandreu. El gener de 2016, en col·laboració amb Ràdio Godella van impulsar el programa de ràdio Colp a Colp. En novembre de 2017 es van unir amb un altre programa existent, El Joc del Poble. El desembre de 2018 van llançar el web divulgatiu Pilota didàctica. En acabar l'any, van anunciar una aturada indefinida.
Poc abans de la seua desaparició van rebre el premi al Mèrit Esportiu de la Fundació Esportiva Municipal de la Ciutat de València.